# Bidalot
Bidalot is een Frans motorfietsmerk van Jean Bidalot dat in 1993 met een 50 cc automaat probeerde de 50 cc wegraceklasse nieuw leven in te blazen.
Eerder, vanaf 1986, leverde het bedrijf al race-motorfietsen in de lichte klassen. Deels gebeurde dit voor het merk MBK, waar Jean Bidalot als ingenieur werkzaam was. 
Tegenwoordig worden scooters geproduceerd, maar ook nog de Bidalot RS 50 productieracers.
Dit merk verkoopt ook 50 cc opvoer uitlaten maar deze zijn over het algemeen vrijwel identiek aan yasuni uitlaten aangezien ze ook in dezelfde fabriek worden gefabriceerd.